# Tinieblas de la Sierra
Tinieblas de la Sierra es un municipio y localidad española de la provincia de Burgos, en la comunidad autónoma de Castilla y León. El término municipal, que abarca los núcleos de Tinieblas, sede del ayuntamiento, y Tañabueyes, tiene una población de 23 habitantes (INE 2024).

## Geografía

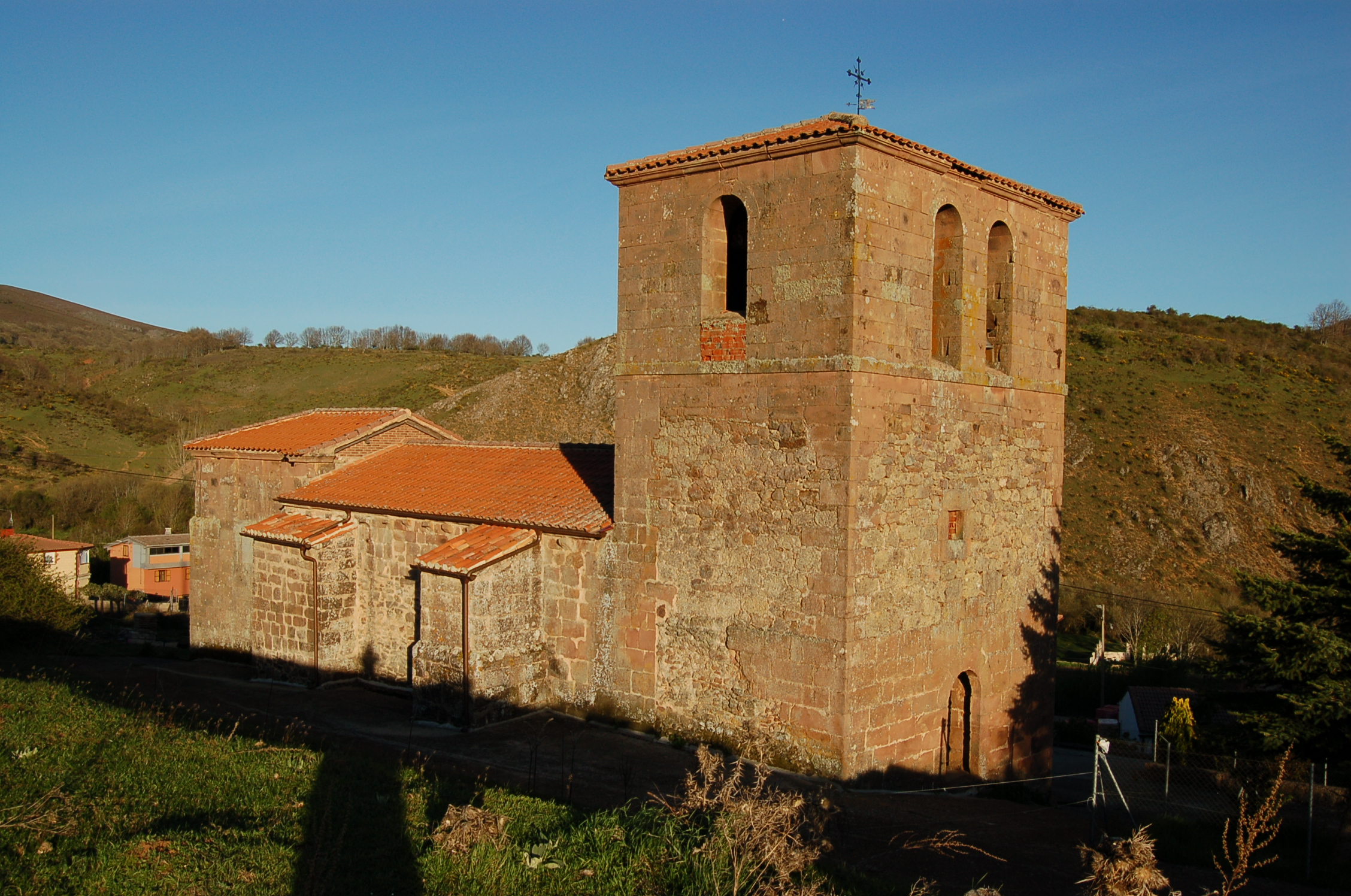
Iglesia

Al pie de la sierra de Mencilla con acceso desde Villoruebo y Villamiel por la carretera local BU-V-8002.
El término municipal comprende la localidad de Tañabueyes. El municipio forma parte de la comarca del Alfoz de Burgos y del partido judicial de Salas.

## Historia
Hacia mediados del siglo XIX, la villa tenía contabilizada una población de 88 habitantes. Aparece descrita en el decimocuarto volumen del Diccionario geográfico-estadístico-histórico de España y sus posesiones de Ultramar de Pascual Madoz de la siguiente manera:

TINIEBLAS: v. cab. de ayunt. en la prov., aud. terr., c. g. y dioc. de Burgos (7 leg.), part. jud. de Salas de los Infantes (3 1/2): sit. en una hondonada, con buena ventilacion y clima frio, pero sano; las enfermedades comunes son pleuresías y constipados. Tiene 30 casas; escuela de instruccion primaria dotada con 520 rs. vn.; una igl. parr. (La Magdalena) servida por un cura párroco; una ermita dedicada á San Miguel. El térm. confina N. San Millan; E. Villamiel; S. Tañabueyes, y O Pineda. El terreno es de mediana calidad; participa de regadio por las aguas de dos manantiales; su monte está poblado de robles. Los caminos son locales. prod.: cereales y legumbres; cria ganado lanar y cabrío; caza de liebres, perdices, lobos y zorras. pobl.: 26 vec., 88 alm. cap. prod.: 383,800 rs. imp.. 37,076 contr.: 3,165 rs. 9 mrs.
(Madoz, 1849, p. 761)

## Demografía
Tinieblas de la Sierra cuenta con una población de 23 habitantes (INE 2024).
| Gráfica de evolución demográfica de Tinieblas de la Sierra entre 1842 y 2021 |
| |
| Población de derecho según los censos de población del INE. Población de hecho según los censos de población del INE.En estos censos se denominaba Tinieblas: 1842, 1857, 1860, 1877, 1887, 1897, 1900, 1910, 1920, 1930, 1940, 1950, 1960, 1970, 1981 y 1991. Entre el censo de 1857 y el anterior, crece el término del municipio porque incorpora a Tañabueyes. |

## Patrimonio

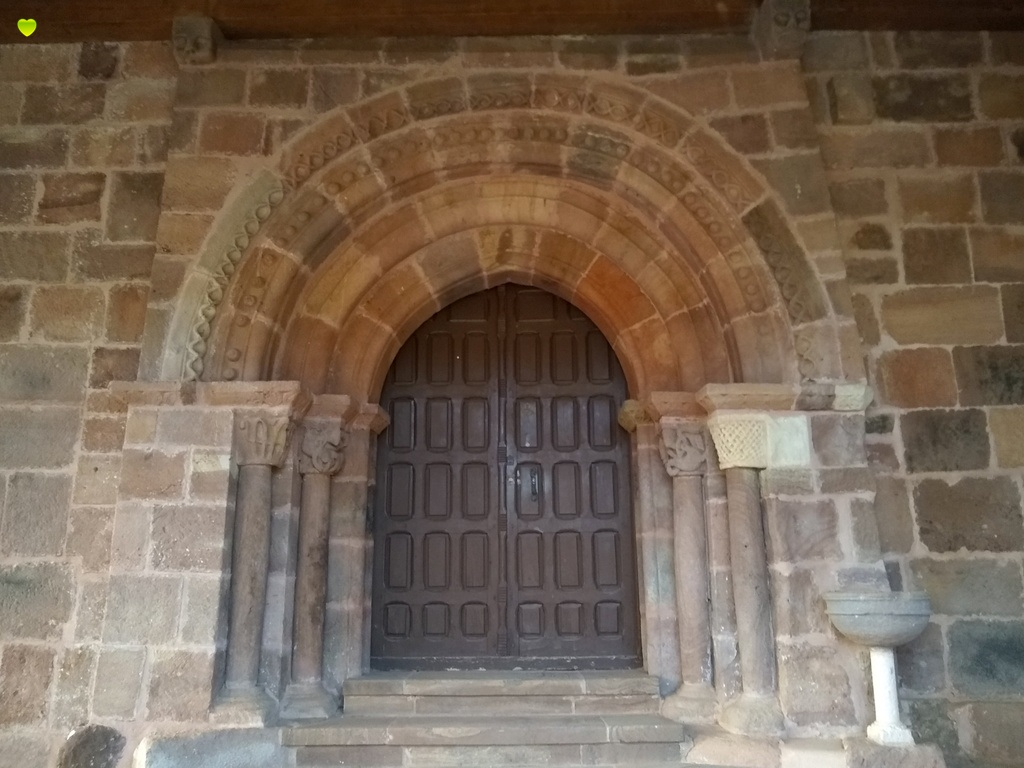
Portada de la iglesia de Santa Mª Magdalena

En la localidad hay una iglesia bajo la advocación de la Magdalena.